# Chloridolum cinnyris
Chloridolum cinnyris är en skalbaggsart som beskrevs av Francis Polkinghorne Pascoe 1866. Chloridolum cinnyris ingår i släktet Chloridolum och familjen långhorningar.
Artens utbredningsområde är:
- Laos.
- Burma.

Inga underarter finns listade i Catalogue of Life.